# Go-go
Go Go är en amerikansk musikstil/subkultur som uppstod under det tidiga 1980-talet i Washington D.C.
Grunden var ett karaktäriktiskt, triolsynkoperat trummönster ("The Go Go Beat") som genomsyrade de flesta låtar i genren.
En annan faktor som bidrog till det typiska Go Go-soundet var förekomsten av Roto-Toms, congas och timbales. Både rap och sång förekom och kända band/artister inom genren är Troublefunk, E.U och Chuck Brown (The Godfather of Go Go).
Go Go-scenen präglades starkt av helnattslånga maratonjam.
Genren fick aldrig något brett, kommersiellt genomslag och förblev till stora delar en lokal företeelse. Flera av banden existerar dock fortfarande och turnerar även emellanåt.